# Bausch & Lomb Championships 1994
Bausch & Lomb Championships 1994 — жіночий тенісний турнір, що проходив на відкритих кортах з ґрунтовим покриттям на острові Амелія (США). Належав до турнірів 2-ї категорії в рамках Туру WTA 1994. Відбувсь уп'ятнадцяте і тривав з 4 квітня до 10 квітня 1994 року. Аранча Санчес Вікаріо здобула титул в одиночному розряді.

## Фінальна частина

### Одиночний розряд
Аранча Санчес Вікаріо —  Габріела Сабатіні 6–1, 6–4
- Для Санчес Вікаріо це був 1-й титул за рік і 13-й — за кар'єру.

### Парний розряд
Аранча Санчес Вікаріо /  Лариса Савченко —  Аманда Кетцер /  Інес Горрочатегі 6–2, 6–7, 6–4
- Для Санчес Вікаріо це був 5-й титул за сезон і 43-й — за кар'єру. Для Савченко це був 3-й титул за сезон і 48-й — за кар'єру.